# ماریانو پوئرتا
 ماریانو پوئرتا (انگلیسی: Mariano Puerta؛ زاده ۱۹ سپتامبر ۱۹۷۸) یک تنیس‌باز اهل آرژانتین است. 